# Hamao Arata
Pour les articles homonymes, voir Arata.
Hamao Arata est un nom japonais traditionnel ; le nom de famille (ou le nom d'école), Hamao, précède donc le prénom (ou le nom d'artiste) Arata.
Hamao Arata, 1er vicomte Hamao (濱尾 新) (20 avril 1849 - 25 septembre 1925) est un homme politique japonais.

## Vie publique
Il est actif au sein du Monkasho et comme président d'institutions telles que  l'Université impériale de Tokyo. Hamao occupe également, très brièvement, le poste de Lord Gardien du sceau privé du Japon.

## Distinctions

### Décorations japonaises
- Grand cordon de l'Ordre du Soleil levant (5 novembre 1916)
- Grand cordon de l'Ordre du Trésor sacré (23 décembre 1914)

### Décorations étrangères

#### République de Chine
- Grand-croix de l'Ordre de l'Épi d'or (17 avril 1919)

#### France
- Grand officier de la légion d'honneur (29 juin 1910)